# Lupo I di Pallars
Lupo di Pallars (Lope in spagnolo, Llop in catalano e Loup in francese; seconda metà secolo IX – 950 circa) fu Conte di Pallars dal 920 alla sua morte.

## Origine
Secondo il Codice di Roda, Lupo era il figlio quartogenito del Conte di Ribagorza e di Pallars, Raimondo I e di Ginigenta, che ancora secondo il Codice di Roda, era figlia d’Asnar Dató, discendente dai conti di Bigorre; secondo la España sagrada. 46, Lupo era figlio di un conte Borrell (Borrell I di Barcellona).

Raimondo I di Pallars e Ribagorza, secondo il Catalunya Carolíngia, vol. II: Els diplomes carolingis a Catalunya (non consultato) era figlio di Loup Donat, conte di Bigorre e di una donna della casa comitale di Tolosa, Franquilena di Tolosa, figlia del conte Raimondo I di Tolosa.

## Biografia
Secondo il codice di Roda, Lupo era il figlio quartogenito e fu presente ad un giudizio assieme al fratello, Isarno.
Probabilmente, suo padre, Raimondo I, morì verso il 920 e le contee di Pallars e Ribagorza furono divise:
- la Contea di Ribagorza andò ai figli maggiori, Bernardo e Miro
- la Contea di Pallars andò ai figli minori, Isarno e Lupo, che la governarono insieme[11][12].

Secondo il documento n° 57 del Recueil des chartes de l'Abbaye de La Grasse. T. I, datato 945, suo fratello, Isarno (Domnus Isarnus comes et marchio, dum resideret in Paliarensis), assieme al fratello Atone, vescovo di Pallars fondò un monastero femminile a La Guingueta d'Àneu (Monasterio de San Pedro de Burgal), affinché la figlia, Ermengarda potesse vivere secondo la regola di San Benedetto, il documento venne firmato anche da Lupo, assieme a Isarno (Isarnus SS. Ego Lupus SS.).
Lupo morì verso il 950, comunque prima del 953, anno in cui suo fratello, Isarno (Isarnus gratia Dei comes Paliarensis et marchio), come ci viene confermato dal documento n° 95 della Histoire générale de Languedoc : avec des notes et les pièces justificatives, T. 5, fece testamento in cui dispose lasciti per il fratello vescovo, Atone, per la figlia, Ermengarda, citando la moglie col nome di Sinegunde (Sinegentis comtissæ), senza citare Lupo.

La morte di suo fratello, Isarno, probabilmente avvenne in quello stesso 953, e dato che il figlio di Isarno, Guglielmo I, associato al governo della contea, era premorto al padre (non venne citato nel testamento di Isarno) gli succedettero i tre nipoti, figli di Lupo: Raimondo II, Borrell I e Suniario I, sotto la tutela e reggenza della loro madre, Gotruda, in quanto, secondo il Codice di Roda, erano ancora molto giovani.

## Matrimonio e discendenza
Lupo aveva sposato Gotruda, figlia di Miró II di Cerdanya, come conferma lo storico catalano, Pròsper de Bofarull i Mascaró; a seguito di questo matrimonio, vi fu un avvicinamento politico e culturale con la contea di Barcellona e le contee catalane orientali; Gotruda (Gollegod comitissa), secondo il documento n° 278 del Diplomatari de la Catedral de Vic Segles IX-X (non consultato) nel 953 fece una donazione e tenne la reggenza per circa dieci anni.

Lupo da Gotruda ebbe cinque figli:
- Raimondo († 995), Conte di Pallars[19];
- Borrell († 995), Conte di Pallars[16][17];
- Suniario († 1011), Conte di Pallars[20]
- Sunifredo († dopo il 985), citato nel documento n° 269 del CATALUNYA CAROLINGIA VOLUME II (non consultato)[18];
- Riquilda († dopo il 985), citato nel documento n° 269 del CATALUNYA CAROLINGIA VOLUME II (non consultato)[18].

### Fonti primarie
- (LA)  (ES)  #ES Textos-navarros-codice-roda.pd.
- (LA)  Recueil des chartes de l'Abbaye de La Grasse. T. I, 779-1119.
- (LA)  Histoire générale de Languedoc : avec des notes et les pièces justificatives, T. 5.
- (LA)  España sagrada. 46.

### Letteratura storiografica
- (ES)  Bofarull i Mascaró, Los condes de Barcelona vindicados, Tome I,.
- (EN) The Development of Southern French and Catalan Society, 718-1050, su libro.uca.edu.